# Hôtel de Bassompierre

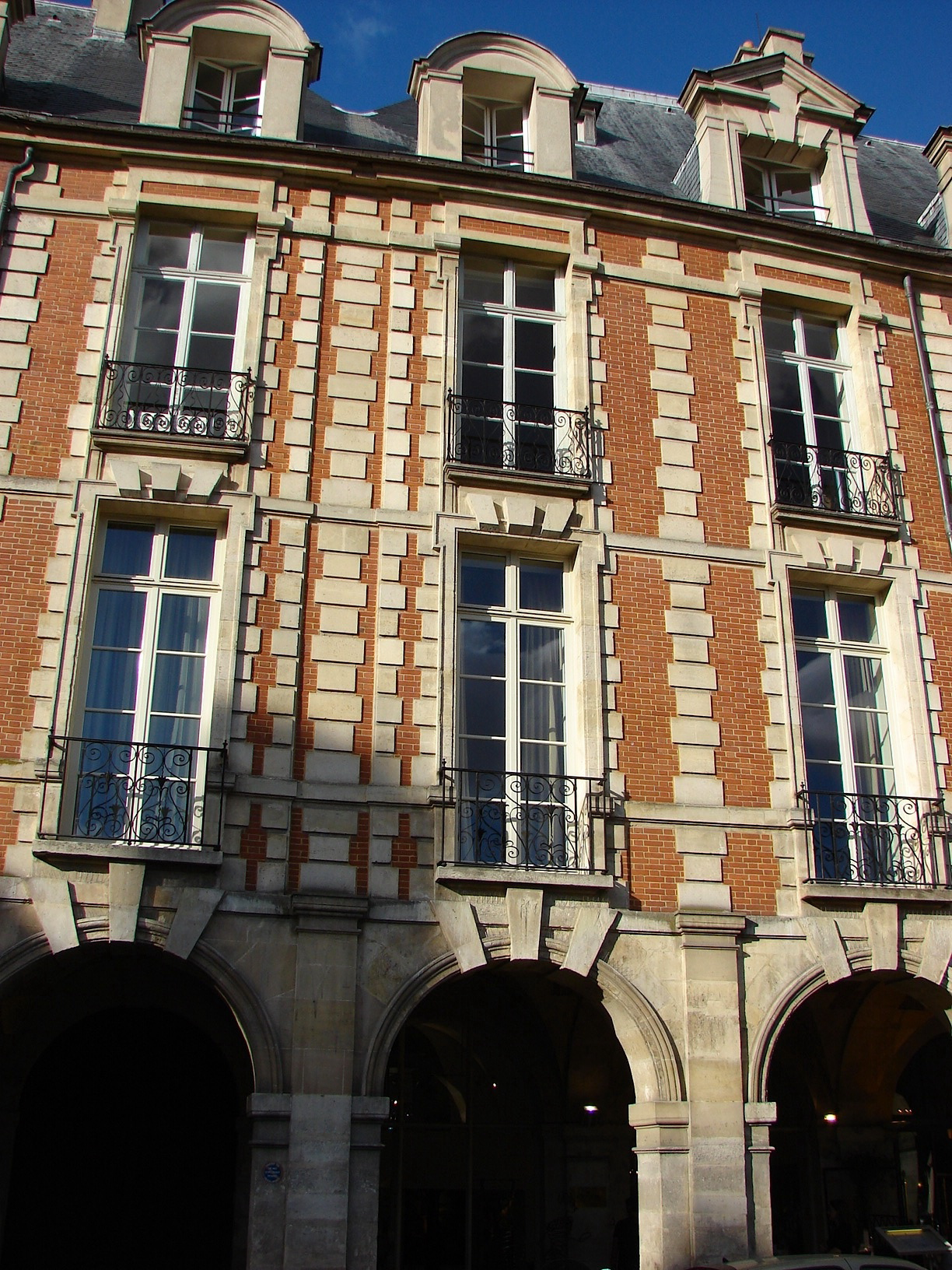
Hôtel de Bassompierre in Paris (2010)

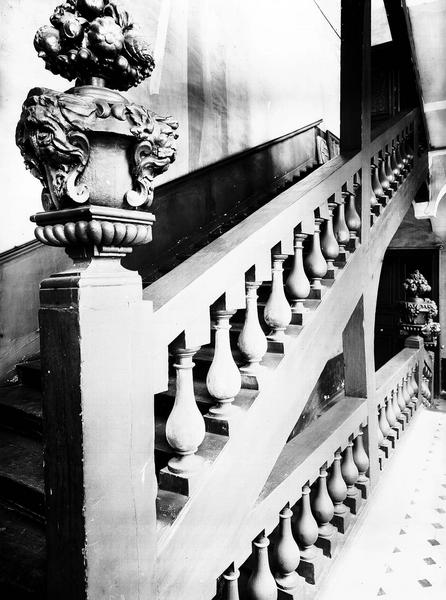
Treppenhaus (1951)

Das Hôtel de Bassompierre in Paris, der französischen Hauptstadt, ist ein Hôtel particulier im 3. Arrondissement. Im Jahr 1920 wurde der Stadtpalast an der Place des Vosges Nr. 23 als Monument historique in die Liste der Baudenkmäler in Frankreich aufgenommen.
Das Haus wurde Anfang des 17. Jahrhunderts von Claude Parfait errichtet. Im Jahr 1734 wurde es mit dem Nachbarhaus, dem Hôtel du Cardinal de Richelieu, verbunden. 
Besonders erwähnenswert ist das Treppenhaus aus der Erbauungszeit mit reicher Ausschmückung.